# Rubus hirtus
Rubus hirtus är en rosväxtart som beskrevs av W. och K.. Rubus hirtus ingår i släktet rubusar, och familjen rosväxter. Inga underarter finns listade i Catalogue of Life.